# Prato allo Stelvio
Prato allo Stelvio (en allemand, Prad am Stilfserjoch) est une commune italienne d'environ 3 600 habitants située dans la province autonome de Bolzano dans la région du Trentin-Haut-Adige dans le nord-est de l'Italie. La commune est perchée à 915 m d'altitude dans le val Venosta.

## Géographie
La commune de Prato allo Stelvio compte environ 3 600 habitants, répartis entre les hameaux de Prato et Montechiaro.
Bien que le nom Prato allo Stelvio suggère que la ville est située à proximité immédiate du col du Stelvio, ce dernier s'élève 20 kilomètres plus loin en amont.
Sans surprise, une grande partie de la zone municipale de Prato allo Stelvio est incluse dans le parc national de Stelvio.

## Administration
| Période                                  | Période  | Identité        | Étiquette | Qualité |
| ---------------------------------------- | -------- | --------------- | --------- | ------- |
| 9 mai 2005                               | En cours | Hubert Pinggera | SVP       |         |
| Les données manquantes sont à compléter. |          |                 |           |         |

### Hameaux
Montechiaro

### Communes limitrophes
Les communes limitrophes sont  Glorenza, Laas, Müstair, Sluderno, Stelvio et Tubre.